# Костянтин Безрукий
Костянтин Безрукий (?—1292) — князь полоцький в 1250-х роках та вітебський у 1260-х.

## Біографія
Походив, ймовірно, із смоленської династії Ростиславичів. У 1250-х роках князював у Полоцькому князівству. Втратив частину земель князівства на користь Лівонського ордену. Знаходився, мабуть, в досить напружених стосунках з полоцьким єпископом Симеоном. В кінці 1250-х років втратив Полоцьк на користь литовського князя Товтивіла.
Після чого якись час жив у Новгороді, де мав свій двір, хоча можливо це був інший князь Костянтин. В складі коаліції руських князів у 1262 році брав участь в поході проти лівонських лицарів на Юр'єв, а в 1268 році — на Раковор в сучасній Естонії. Пізніше князював у Вітебську, проте точні дані про період його князювання відсутні. У 1292 році був одним з чотирьох представників великого князя владимирського Дмитра Олександровича на переговорах з німцями.

## Сім'я
Був одружений ймовірно з дочкою Олександра Невського. Мав від неї двох синів:
- Михайло Костянтинович (? — до 1307) — вітебський князь у 1270-1280-х роках.
- Ім'я другого сина не згадується, про нього відомо, що він обдурив в Вітебську 13 представників ризького купця Ільбранта, про що той поскаржився в ризький магістрат. Цим сином міг бути відомий з родоводів князь Федір Костянтинович, батько Олександра Нетші - родоначальника дворян Нетшиних, які втратили княжий титул[2].